# Mary Goelet
Pour les articles homonymes, voir Goelet.
Mary Innes-Ker, duchesse de Roxburghe, née Mary ou May Goelet le 6 octobre 1878 à New York et morte le 26 avril 1937 à Londres, est une milliardaire américaine.

## Biographie
Fille de Mary Wilson Goelet (en) et de Ogden Goelet (en), elle hérite à la mort de son père en 1897 d'une immense fortune. Après avoir eu divers prétendants dont William Montagu,, ou le vicomte Crichton, fils aîné de John Crichton, elle devient le 10 novembre 1903, la huitième duchesse de Roxburghe par son mariage avec le duc de Roxburghe,,. Après dix ans sans enfant, Mary donne naissance en 1913 à un fils et héritier, George Innes-Ker.
Jules Verne la mentionne sous le nom erroné de « Gaclet » dans son roman Le Testament d'un excentrique (partie 1, chapitre V).